# Елеусинов, Туршабек Жусипович
Туршабек Жусипович Елеусинов (каз. Тұршыбек Жүсіпұлы Елеусінов, 1935 год, село Аксу, Джалагашский район — 21 августа 1983 год) — бригадир совхоза «Коммунизм» Джалагашского района Кзыл-Ординской области Казахской ССР. Герой Социалистического Труда (1967).

## Биография
С 1965 года — бригадир совхоза «Коммунизм» Джалагашского района. Бригада Тупшабека Улеусинова ежегодно собирала по 75 — 80 центнеров риса с каждого гектара. Руководил бригадой до 1977 года.
Указом Президиума Верховного Совета СССР от 19 февраля 1981 года за достигнутые успехи в увеличении производства и заготовок зерна в 1966 году удостоен звания Героя Социалистического Труда с вручением ордена Ленина и золотой медали «Серп и Молот».
Избирался делегатом XV съезда Компартии Казахстана.
Скончался в 1983 году.
Память
Его именем названа одна из улиц в его родном селе Аксу Жалагашского района.

## Награды
- Герой Социалистического Труда — указом Президиума Верховного Совета СССР от 19 апреля 1967 года
- Орден Ленина
- Орден Трудового Красного Знамени
- Орден «Знак Почёта»